# Sommeria
Sommeria is een geslacht van vlinders van de familie Uilen (Noctuidae), uit de onderfamilie Agaristinae.

## Soorten
- S. sinuosa (Hampson, 1905)
- S. spilosoma (Felder, 1874)
- S. spilosomoides (Walker, 1865)
- S. strabonis (Hampson, 1910)